# Neděle
Neděle je jeden ze sedmi dnů v týdnu. V českém občanském kalendáři se počítá za sedmý (tj. poslední) den týdne, ale v tradičním křesťanském a židovském kalendáři se považuje za den první.
Název dne neděle pochází od nedělati, neboť neděle je tradičně svátkem, kdy se nepracuje.

Slovo pro neděli v evropských jazycích

Neděle je v anglosaských státech prvním dnem v týdnu. V Izraeli je neděle navíc i prvním pracovním dnem.

## Křesťanství
V kulturách vzešlých z křesťanství je neděle svátečním dnem, neboť většina křesťanů si tento den, „den po sobotě“, připomíná vzkříšení Ježíše Krista a aplikuje na něj rovněž přikázání z desatera o svěcení dne odpočinku (které ve Starém zákoně bylo aplikováno na sobotu). Tento křesťanský význam neděle se odráží např. v ruském názvu tohoto dne воскресенье (voskreseňje) – vzkříšení. Aplikace přikázání o svěcení dne odpočinku vedlo k tomu, že se z neděle stal den pracovního klidu a odpočinku. První výnos o zachovávání pracovního klidu v neděli pochází od římského císaře Constantina z roku 321. Tímto výnosem byla neděle určena za den úředního klidu. Povoleno vykonávat bylo pouze tzv. „manumissiones“ — propouštění otroků na svobodu. Do té doby se neděle nijak neodlišovala od ostatních dnů týdne.
Název pro neděli odvozený z latinského (dies) dominica, tj. „den Páně“, pochází ze skutečnosti, že tento den jakožto den Kristova vzkříšení je jemu zasvěcený, je to tedy „Pánův den“. Jsou to např. italština (Domenica), španělština (Domingo), francouzština (Dimanche) a další. Naopak názvy jako anglicky Sunday či německy Sonntag pocházejí z předkřesťanské doby a – podobně jako staří Římané (Dies solis) – označují neděli za „den Slunce“. Ve staré severštině je neděle zasvěcena bohyni Sol.